# سن-فوستن-لاک-کاره، کبک
سن-فوستن-لاک-کاره (به فرانسوی: Saint-Faustin–Lac-Carré) شهری در منطقه شهری له لورانتید ناحیه لورانتید در استان کبک کانادا است. در سرشماری سال ۲۰۱۱ این شهر ۳٬۳۲۴ نفر جمعیت داشته‌است و مساحت آن ۱۱۹٫۸۶ کیلومتر مربع است.